# 和歌山県道・大阪府道64号和歌山貝塚線
和歌山県道・大阪府道64号 和歌山貝塚線（わかやまけんどう・おおさかふどう64ごう わかやまかいづかせん）は、和歌山県和歌山市から大阪府貝塚市に至る主要地方道に指定された府県道である。

## 概要

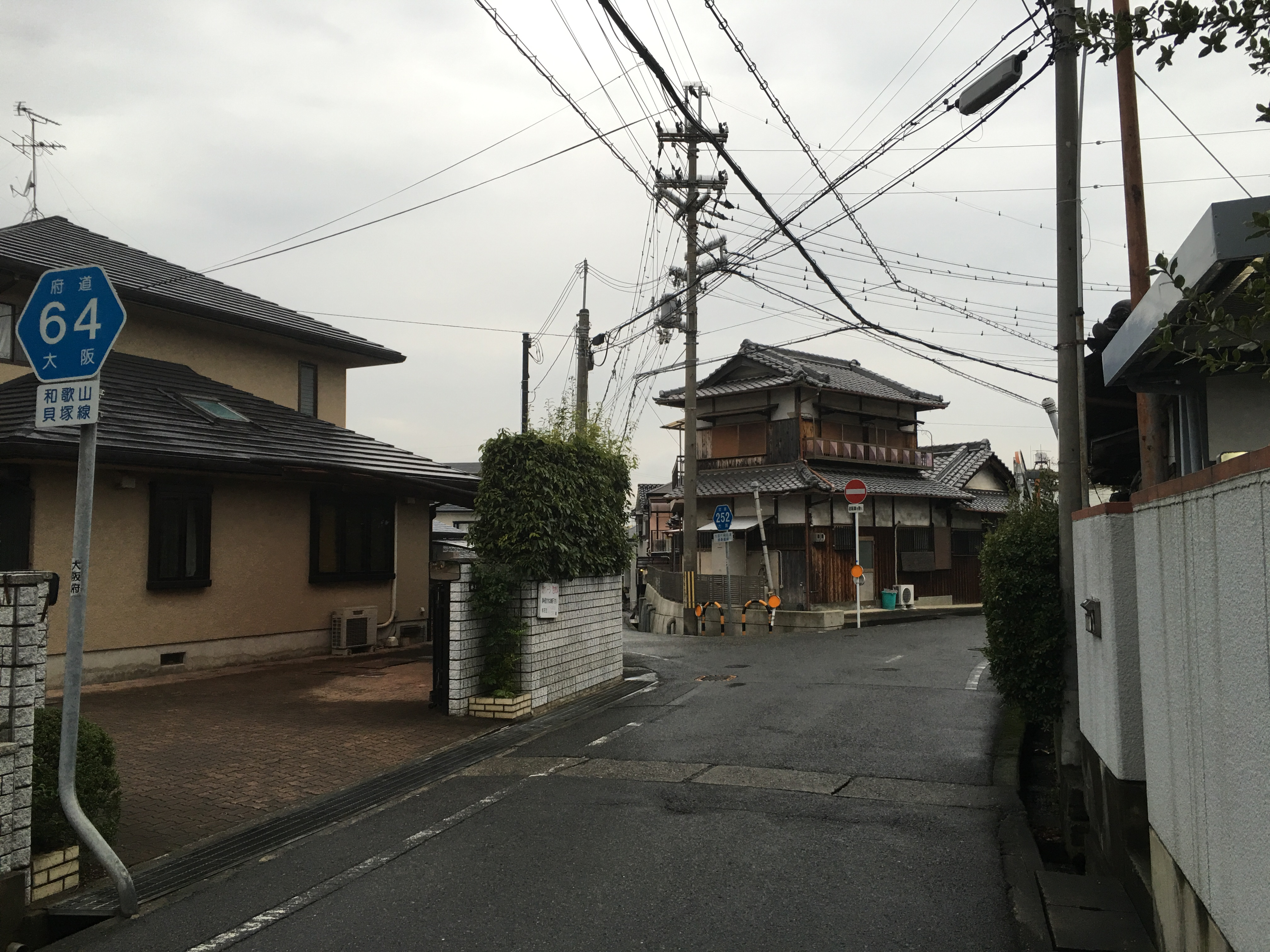
大阪府泉南市内の南行き一方通行区間の一つ（泉南市信達大苗代地内、写真右方向）。写真中央で左へ分岐する府道252号の一部区間が、北行きの代替迂回ルートの一部を構成している

和歌山市布施屋（ほしや）から北上し紀ノ川を渡り、田園地帯を抜けると、雄ノ山峠（おのやまとうげ）がある。雄ノ山峠付近は、和歌山市と岩出市を交互に通過する。他に阪和自動車道や、JR阪和線もこの峠を通っている。狭路区間が多いため、かつては山中渓近辺などで交互通行の信号が存在した。
大阪府に入り、山中渓駅、和泉鳥取駅を過ぎて右折すると、住宅街の中を通る狭路区間に入る。泉南市内には、起点方向への一方通行区間が3箇所存在する。
明治大橋を渡ると泉佐野市に入る。同市安松南交点までは狭路区間である。長滝西交点を左折すると、再度、起点方向への一方通行区間が数十メートル程度存在する。さらに佐野高校付近まで狭路区間（国道481号交点付近は片側1車線道路）を道なりに進むと、泉佐野市街地に出る。左折後、国道26号を渡り、警察署の前を右折して道なりに進むと、再び国道26号と交わる。貝田交点から大阪府道30号と重複し、貝塚市に入った後、橋本交点で左折。再度国道26号を越え、終点・二色の浜（にしきのはま）を目指す。
府県境には雄ノ山峠があり、阪和自動車道やJR阪和線が並行している。

### 路線データ
- 陸上距離：28.5 km　（大阪府：不明　和歌山県：9.522km）
- 起点：和歌山県和歌山市布施屋（和歌山県道14号和歌山打田線交点）
- 終点：大阪府貝塚市澤（二色の浜公園前）

## 歴史
- 1993年（平成5年）5月11日 - 建設省（現国土交通省）から、一般府県道布施屋貝塚線・一般府道貝塚熊取線の一部・一般府道二色浜公園線が和歌山貝塚線として主要地方道に指定される[1]。
- 1994年（平成6年）4月1日 - 和歌山県と大阪府が主要地方道64号和歌山貝塚線を認定。

## 路線状況

### 別名
- 大阪街道
- 紀州街道
- 熊野街道

### 重複区間
- 国道24号（和歌山県和歌山市・川辺交差点 - 川辺東第一交差点 - 里交差点）
- 和歌山県道7号粉河加太線（和歌山県和歌山市・谷交差点 - 谷東交差点）
- 大阪府道248号日根野羽倉崎線（大阪府泉佐野市・安松南交点 - 長滝西交点）
- 大阪府道247号土丸栄線（大阪府泉佐野市・佐野高校前交点 - 泉佐野警察署前）
- 大阪府道30号大阪和泉泉南線（大阪府泉佐野市・貝田交点 - 大阪府貝塚市・橋本交点）

## 地理

### 通過する自治体
- 和歌山県
  - 和歌山市 - 岩出市 - 和歌山市
- 大阪府
  - 阪南市 - 泉南市 - 泉佐野市 - 貝塚市

### 交差する道路
和歌山県和歌山市

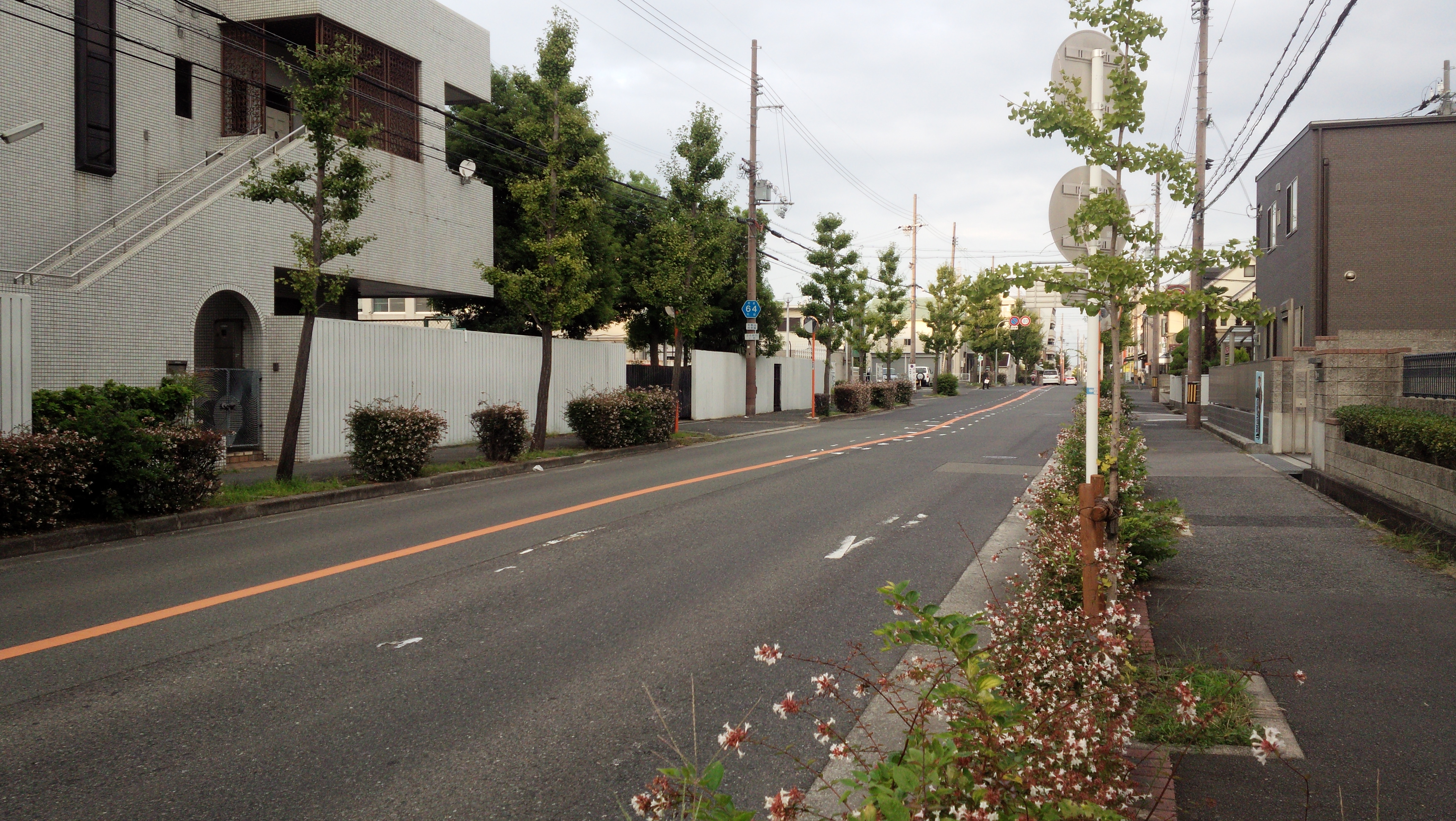
和歌山県道・大阪府道64号和歌山貝塚線
（大阪府泉佐野市上町一丁目）

- 和歌山県道14号和歌山打田線（川辺橋南詰交差点、起点）
- 和歌山県道134号小豆島岩出線（川辺橋北詰交差点）
- 国道24号和歌山バイパス（重複=川辺交差点 - 川辺東第一交差点 - 里交差点）
- 和歌山県道7号粉河加太線（重複=谷交差点 - 谷東交差点）

大阪府阪南市
- 大阪府道261号自然田鳥取線（和泉鳥取交差点）

大阪府泉南市
- 大阪府道63号泉佐野岩出線（岡中西交点、大鳥居交点）
- 大阪府道254号和泉砂川停車場線（信達牧野交点）
- 大阪府道252号大苗代岡田浦停車場線（信達大苗代（しんだちおのしろ）地先）

大阪府泉佐野市
- 大阪府道251号新家田尻線（大正大橋交点）
- 大阪府道248号日根野羽倉崎線（重複=安松南交点 - 長滝西交点）
- 国道481号（空連道長滝北交点）
- 大阪府道247号土丸栄線（重複=佐野高校前交点 - 泉佐野警察署前）
- 国道26号（泉佐野警察署東交点）
- 大阪府道62号泉佐野打田線（日新小学校前交点）
- 大阪府道20号枚方富田林泉佐野線（佐野川交点）
- 国道26号（鶴原南交点）
- 大阪府道30号大阪和泉泉南線（重複=貝田交点 - 貝塚市・橋本交点）
- 大阪府道241号泉佐野熊取線（貝田交点）

大阪府貝塚市
- 大阪府道240号和泉橋本停車場線（橋本交点）
- 国道26号（堤交点）
- 大阪府道204号堺阪南線（二色の浜交点）
- 大阪府道29号大阪臨海線（臨海二色の浜交点）

### 沿線
- 海会寺跡
- 古代史博物館
- 一岡神社
- 長慶寺
- 往生院
- 岡中鎮守社
- 樫井古戦場跡（大坂夏の陣）
- 厩戸王子跡
- 市場稲荷神社
- 淡輪六郎兵衛墓・塙団右衛門墓
- 奥家住宅
- 佐野王子跡

その他、街道沿いにいくつもの古い道標が見られる。